# Kabinett Podewils-Dürnitz
Das Kabinett Podewils-Dürnitz bildete vom 18. Februar 1903 bis 8. November 1912 die unter Prinzregent Luitpold Landesregierung des Königreiches Bayern.
| Amt                        | Name                                                                 |
| -------------------------- | -------------------------------------------------------------------- |
| Ministerpräsident, Äußeres | Clemens von Podewils-Dürniz                                          |
| Justiz                     | Ferdinand von Miltner                                                |
| Inneres                    | Maximilian von Feilitzsch bis 3. April 1907 Friedrich von Brettreich |
| Kultus                     | Anton Ritter von Wehner                                              |
| Finanzen                   | Emil von Riedel bis 30. Oktober 1904 Hermann von Pfaff               |
| Krieg                      | Adolph von Asch bis 4. April 1905 Carl von Horn                      |
| Verkehr                    | Heinrich von Frauendorfer ab 1. Januar 1904                          |